# Air Calédonie
Société Calédonienne de Transports Aériens, operada como Air Calédonie, es una aerolínea doméstica francesa que opera en Nueva Caledonia, con base en Numea. Efectúa vuelos regulares de pasajeros y carga desde Numea a seis destinos en Nueva Caledonia. 
Su principal base de operaciones es el Aeropuerto de Magenta, Numea.

## Historia

### Inicios como Transpac (1954-1968)
El 9 de diciembre de 1954, Henri Martinet, Herbert Coursin, Louis Eschembrenner, Tom Johnston y Walter Hickson, un grupo de entusiastas de la aviación, fundaron la aerolínea con el nombre de Transpac, que fue la primera aerolínea de Nueva Caledonia. El objetivo era crear un servicio aéreo entre Numea, el continente y las islas circundantes.
El primer avión de la compañía aterrizó el 9 de agosto de 1955 en el Aeropuerto Internacional La Tontouta. El avión era un De Havilland DH.89 Dragon Rapide y podía transportar 8 pasajeros. El vuelo inaugural del Dragon Rapide tuvo lugar el 28 de septiembre de 1955 hacia Maré y Lifou desde Numea. Los servicios a la Isla de los Pinos y a Ouvéa comenzaron en octubre de 1955. Después de un año de actividad, Transpac había transportado a 5.057 pasajeros utilizando un solo avión. 
En febrero de 1958, Transpac compró el De Havilland DH.114 Heron, un avión de 17 plazas. El objetivo era satisfacer las necesidades del creciente tráfico local. La compañía compró sucesivamente tres de estos aviones con la estrategia de desarrollar una red regional, especialmente en las Nuevas Hébridas.
El 9 de febrero de 1961, el gobierno regional concedió apoyo financiero a la junta directiva de Transpac y Transpac pasó a llamarse Air Calédonie.

### Llegada de los aviones turbohélice (1968-1992)
El aumento del tráfico motivó la renovación de la flota a partir de 1968. La empresa optó por motores turbohélice porque eran aviones más grandes, más modernos y fiables. En 1968, el De Havilland Canada DHC-6 Twin Otter fue el primer avión propulsado por dos turbinas que llegó a la flota de Air Calédonie. Tenía 19 plazas, estaba equipado con tecnología más fiable y era más potente que los aviones de pistón. A la creciente flota se sumaron los Britten Norman Islander de 9 plazas. En 1969, el gobierno territorial de Nueva Caledonia se convirtió en accionista mayoritario durante una importante operación de refinanciación.
A finales de 1980, Air Calédonie había transportado un total de 100.000 pasajeros durante el año. En 1986, el primer turbohélice ATR 42 de Air Calédonie aterrizó en el aeropuerto de Magenta. Se trataba de un avión de nueva generación, con 46 plazas, y Air Calédonie fue una de las primeras compañías aéreas en operarlo. En 1988 y 1990 se compraron dos ATR 42 más para desarrollar servicios entre islas. El ATR 42 se adaptaba bien a la red de la aerolínea y permitía a la compañía promover el turismo en el continente y en las islas.
En 1990 se incorporaron a la flota dos Dornier Do 228, cuyos aviones podían viajar dos veces más rápido que el Twin Otter con una capacidad idéntica de 19 asientos. Los Dornier se consideraban aviones muy rentables para la aerolínea y, a diferencia del ATR 42, podían aterrizar en pistas cortas. Los ATR 42 fueron sustituidos por dos nuevos aviones. Uno se compró en 1993 y el otro en 1997.

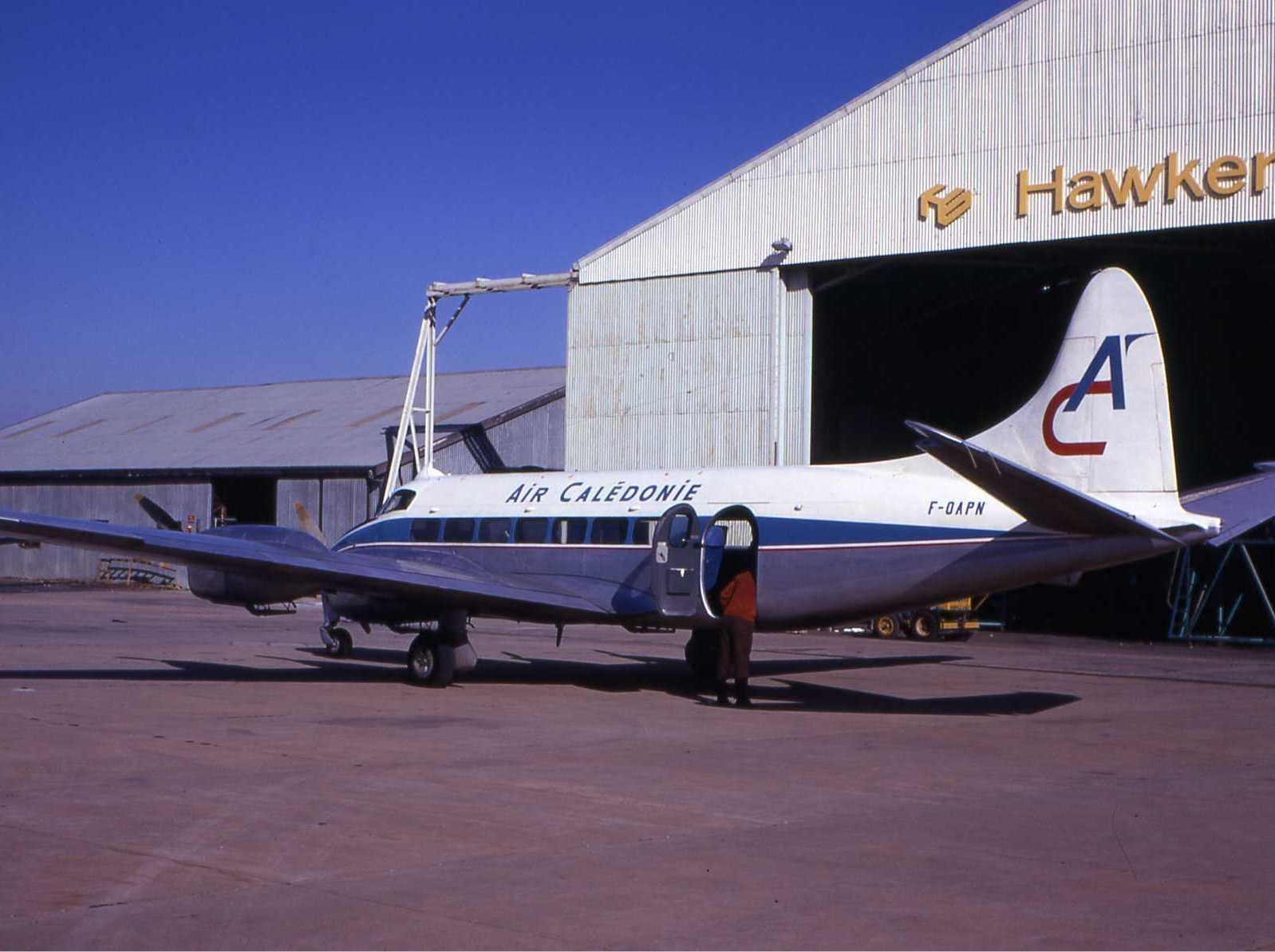
De Havilland DH.114 Heron de Air Calédonie (c. 1970-75)

### Aeropuerto de Magenta (1992-2004)
A principios de los años 1990, la empresa se enfrentó a problemas de liquidez tras grandes inversiones en renovación de flota y varias crisis sociales. Por ello, en julio de 1992 se creó un consejo de administración, controlado por un consejo de supervisión con el objetivo de recuperar la estabilidad financiera. Se inició la construcción del nuevo aeropuerto de Magenta.
Los consejos de administración y supervisión se crearon en julio de 1992 y se disolvieron en 2004. La tarea principal del consejo de administración era crear un plan de recuperación que aumentara los márgenes de beneficio de la empresa y al mismo tiempo satisficiese las necesidades de los clientes. En 1998, Air Calédonie invirtió en la ampliación del aeropuerto de Magenta debido al aumento del tráfico. Esto se completó en dos fases entre 2000 y 2001. A finales de 2000, la empresa había transportado 300.000 pasajeros durante el año.

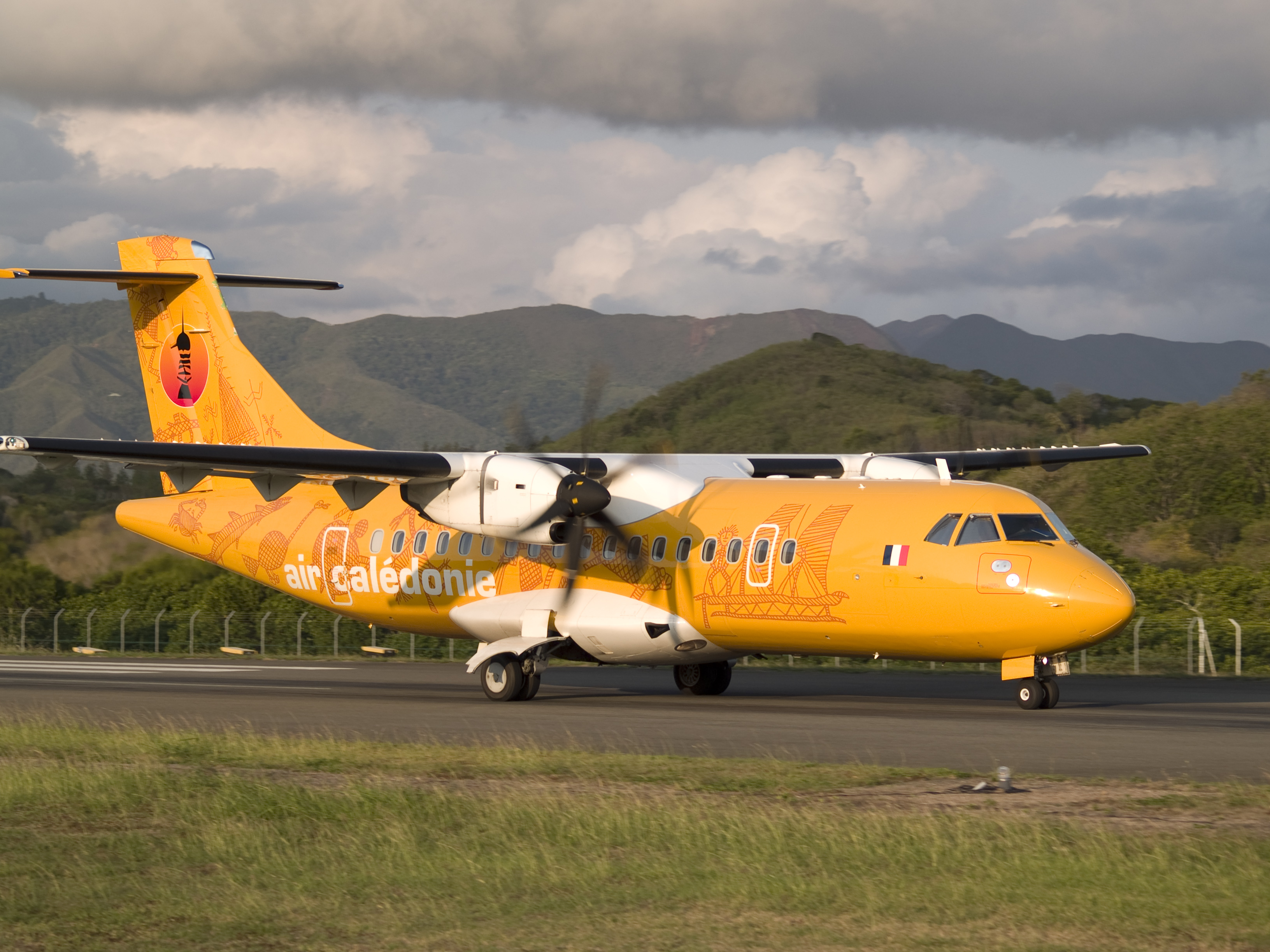
ATR 42 de Air Calédonie en el aeropuerto de Magenta, Numea (2007)

### Reestructuración de la empresa (2005-2014)
En 2005, la junta directiva lanzó un proyecto de exención de impuestos para comprar un nuevo ATR y reemplazar el antiguo ATR 42-300. La empresa eligió un ATR 42-500 de 48 plazas y dos ATR 72-500 de 70 plazas. En 2012, la compañía obtuvo la certificación IOSA, lo que le permitió convertirse en miembro de la IATA en noviembre de 2013. En 2014, se añadió un cuarto ATR a la flota de Air Calédonie.
El ATR 42-500 y el primer ATR 72-500 se entregaron a la aerolínea en 2006, mientras que un segundo ATR 72-500 se entregó en 2007. Estos tres aviones estaban decorados con los nuevos colores de la compañía, que consisten en colores amarillo y naranja con patrones de tótems grabados en bambú.
En marzo de 2012, Samuel Hnepeune se convirtió en presidente del consejo de administración de Air Calédonie, antes de ser nombrado director general de la empresa en septiembre de 2013. Siguió un amplio plan de reestructuración de la empresa.

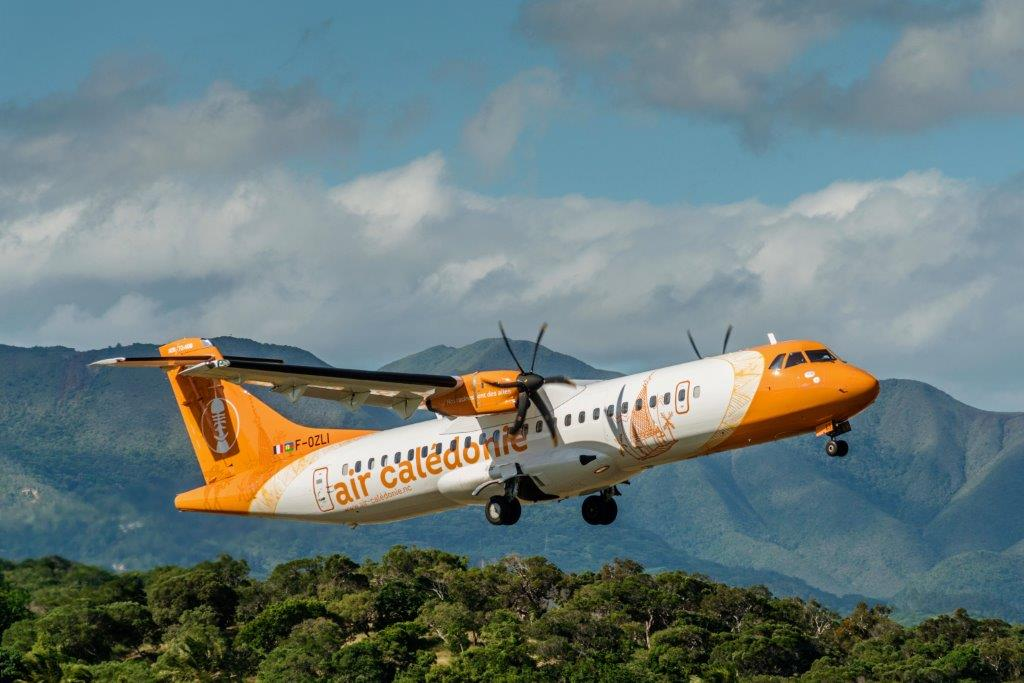
ATR 72 de Air Calédonie (2018)

Air Calédonie alcanzó un total de 400.000 pasajeros transportados entre marzo de 2013 y marzo de 2014, con un factor de ocupación del 82%. En enero de 2014, la dirección y los sindicatos firmaron un pacto social tras catorce meses de negociaciones. La empresa llevaba 19 años funcionando sin ningún acuerdo empresarial, ya que el anterior se abandonó en 1995. En marzo de 2014 se lanzó el cuarto ATR de la empresa, un ATR 72-500, con una inversión total en la flota ATR de 1.100 millones de euros. El avión se financió en su mayor parte mediante un préstamo, pero también con la ayuda de la Adanc (Agencia de Servicios Aéreos de Nueva Caledonia). El nuevo ATR 72-500 permitió un aumento del tráfico de casi un 35% en toda la red de la aerolínea.

### Renovación de la flota (2014-2017)
En 2014, la compañía puso en marcha un proyecto para renovar completamente su flota, apostando por el ATR 72-600. Recibirá sus dos primeros aviones a finales de 2016. Se matricularán F-OZIP (IP por isla de Los Pinos) y F-OZLI (LI por Lifou). A finales de 2017 se recibirán otros dos ATR 72-600, F-OZKN (KN por Koné) y F-OZNO (NO por Nouméa). El F-OZNO, el último avión incorporado a la flota, destaca con una decoración completamente naranja. Se convertirá en la mascota de la empresa.
En 2016, y después de 62 años de existencia, Air Calédonie transportará a su pasajero número 10.000.000 desde su creación en 1954.

### Nueva sede y crisis sanitaria (2018-2023)
Inaugurada en 2016, la construcción de la sede central, en el edificio el Pacific Plaza, situada en la calle Vallée du Tir, finalizó en 2018. 
La crisis sanitaria del coronavirus de 2019, golpeó especialmente al sector del transporte aéreo. Con el cierre de las fronteras y el cese del turismo internacional, Air Calédonie se tuvo que enfrentar a dificultades financieras sin precedentes que exigieron una profunda reorganización de la empresa.
En septiembre de 2023, los aeródromos de las Islas de la Lealtad fueron bloqueados por algunos residentes de los archipiélagos que protestaban contra los precios de los billetes fijados por Air Calédonie. El 6 de octubre se decidió una reanudación parcial de los vuelos, pero la amenaza de bloqueos seguía presente.

## Destinos
Air Caledonie efectúa vuelos regulares a los siguientes destinos domésticos (mayo de 2024):
| Provincias          | Destinos          | Aeropuertos                       |
| ------------------- | ----------------- | --------------------------------- |
| Provincia Norte     | Koné              | Aeropuerto de Koné                |
| Islas de la Lealtad | Lifou             | Aeródromo de Lifou-Ouanaham       |
| Islas de la Lealtad | Maré              | Aeropuerto de Maré                |
| Islas de la Lealtad | Ouvéa             | Aeropuerto de Ouvéa               |
| Provincia Sur       | Isla de Los Pinos | Aeródromo de la Isla de Los Pinos |
| Provincia Sur       | Numea             | Aeropuerto de Magenta (HUB)       |

## Flota
La flota actual de Air Calédonie incluye las siguientes aeronaves:
| Aeronaves  | En servicio | Pedidos | Matrículas                                     | Antigüedad                                     |
| ---------- | ----------- | ------- | ---------------------------------------------- | ---------------------------------------------- |
| ATR 72-600 | 4           | —       | F-OZIP                                         | 7,5 años                                       |
| ATR 72-600 | 4           | —       | F-OZLI                                         | 7,5 años                                       |
| ATR 72-600 | 4           | —       | F-OZKN                                         | 6,4 años                                       |
| ATR 72-600 | 4           | —       | F-OZNO                                         | 6,4 años                                       |
| Total      | 4           | —       | Edad media de la flota (mayo de 2024): 7 años. | Edad media de la flota (mayo de 2024): 7 años. |

### Flota histórica
| Aeronaves                            | Total | Introducido | Retirado | Matrículas                                                      |
| ------------------------------------ | ----- | ----------- | -------- | --------------------------------------------------------------- |
| ATR 42                               | 6     | 1986        | 2016     | F-ODGM, F-ODGN, F-ODYD, F-ODYE, F-OIAM y F-OIPI                 |
| Britten-Norman BN-2 Islander         | 1     | c. 1975     | c. 1990  | F-OCRA                                                          |
| De Havilland Canadá DHC-6 Twin Otter | 8     | 1968        | 2021     | F-OCFJ, F-OCQD, F-OCQF, F-OCQZ, F-ODGI, F-ODGP, F-ODGL y F-OVEA |
| De Havilland DH.114 Heron            | 3     | 1958        | 1971     | F-OANQ, F-OANR y F-OAPN                                         |
| Dornier Do 228                       | 2     | 1990        | 1997     | F-ODYB y F-ODYC                                                 |
| Piper PA-23 Aztec                    | 1     | ??          | 2017     | F-OCFA                                                          |